# Meghnad Desai, Baron Desai

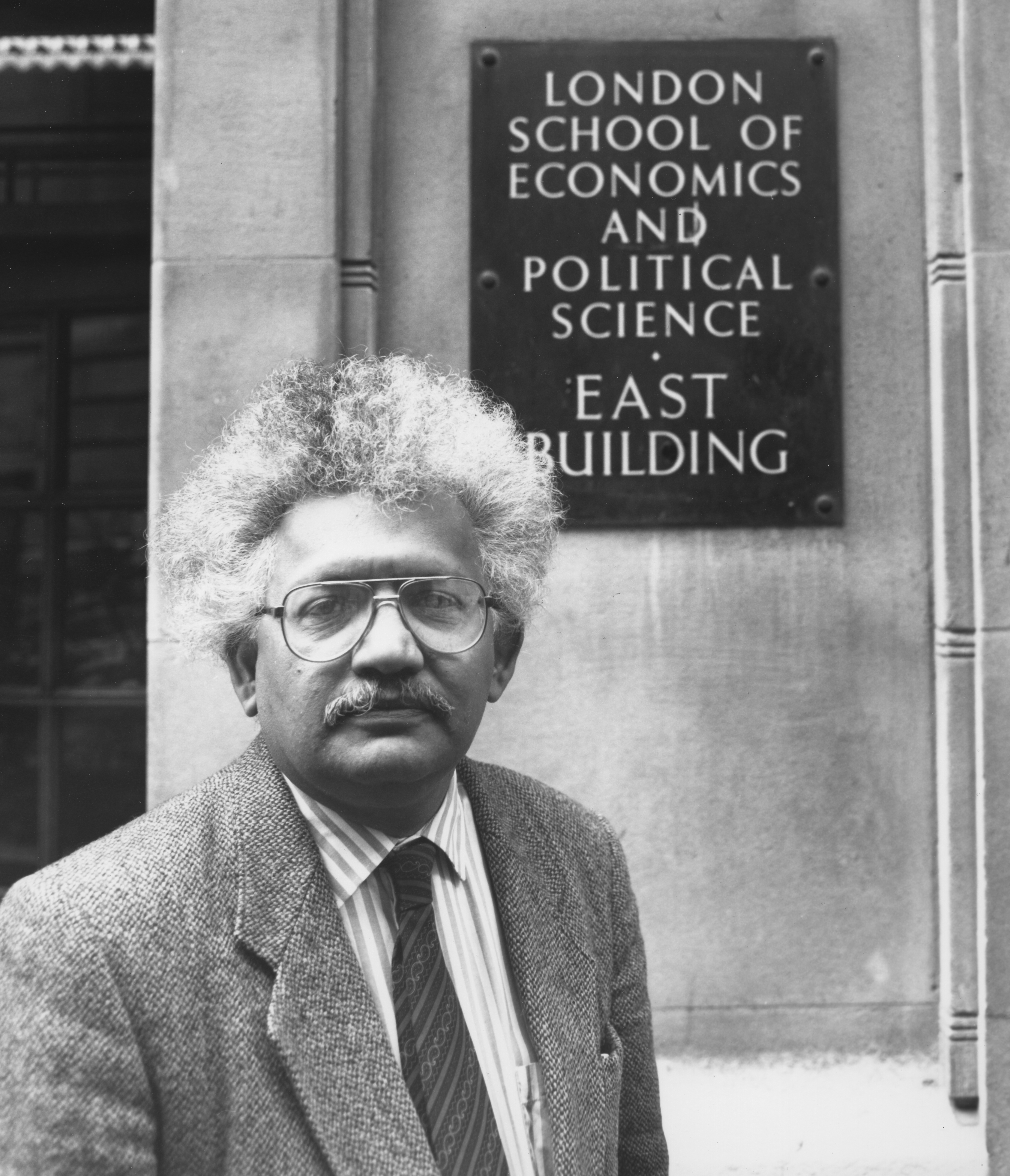
Meghnad Desai, Baron Desai, vor dem Gebäude der London School of Economics and Political Science (LSE)

Meghnad Jagdishchandra Desai, Baron Desai FRSA (* 10. Juli 1940 in Vadodara, Gujarat, Indien; † 29. Juli 2025) war ein aus Indien stammender britischer Agrarwissenschaftler, Wirtschaftswissenschaftler, Hochschullehrer und Politiker der Labour Party, der seit 1991 als Life Peer Mitglied des House of Lords war.

## Leben

### Hochschullehrer
Nach dem Schulbesuch absolvierte Desai ein Studium der Agrar- sowie Wirtschaftswissenschaften an der University of Mumbai, das er 1960 mit einem Master abschloss. Im Anschluss absolvierte er mit finanzieller Unterstützung durch ein Stipendium ein postgraduales Studium an der University of Pennsylvania und erwarb dort 1963 einen Doctor of Philosophy (Ph.D.). Anschließend war er zwischen 1963 und 1965 Wissenschaftlicher Mitarbeiter an der University of California, Berkeley. Nach seiner Einreise nach Großbritannien begann er 1965 seine Mitarbeit an der London School of Economics and Political Science (LSE) und war dort zunächst Lecturer, danach zwischen 1977 und 1980 Senior Lecturer sowie von 1980 bis 1983 Reader. 1983 nahm er schließlich eine Professur für Agrar- und Wirtschaftswissenschaften an der LSE an und lehrte dort bis zu seiner Emeritierung 2003. Neben dieser Tätigkeit war er zugleich zwischen 1990 und 1995 Leiter des dortigen Instituts für Entwicklungsstudien sowie zwischen 1992 und 2003 auch Direktor des Zentrums für die Studien von Global Governance.
Daneben begann Desai Mitte der 1980er Jahre sein politisches Engagement für die Labour Party und war zwischen 1986 und 1992 Vorsitzender der Labour Party im Wahlkreis Islington South und Finsbury. Zugleich fungierte er von 1987 bis 1990 als Präsident der Vereinigung der Hochschullehrer für Wirtschaft.

### Oberhausmitglied

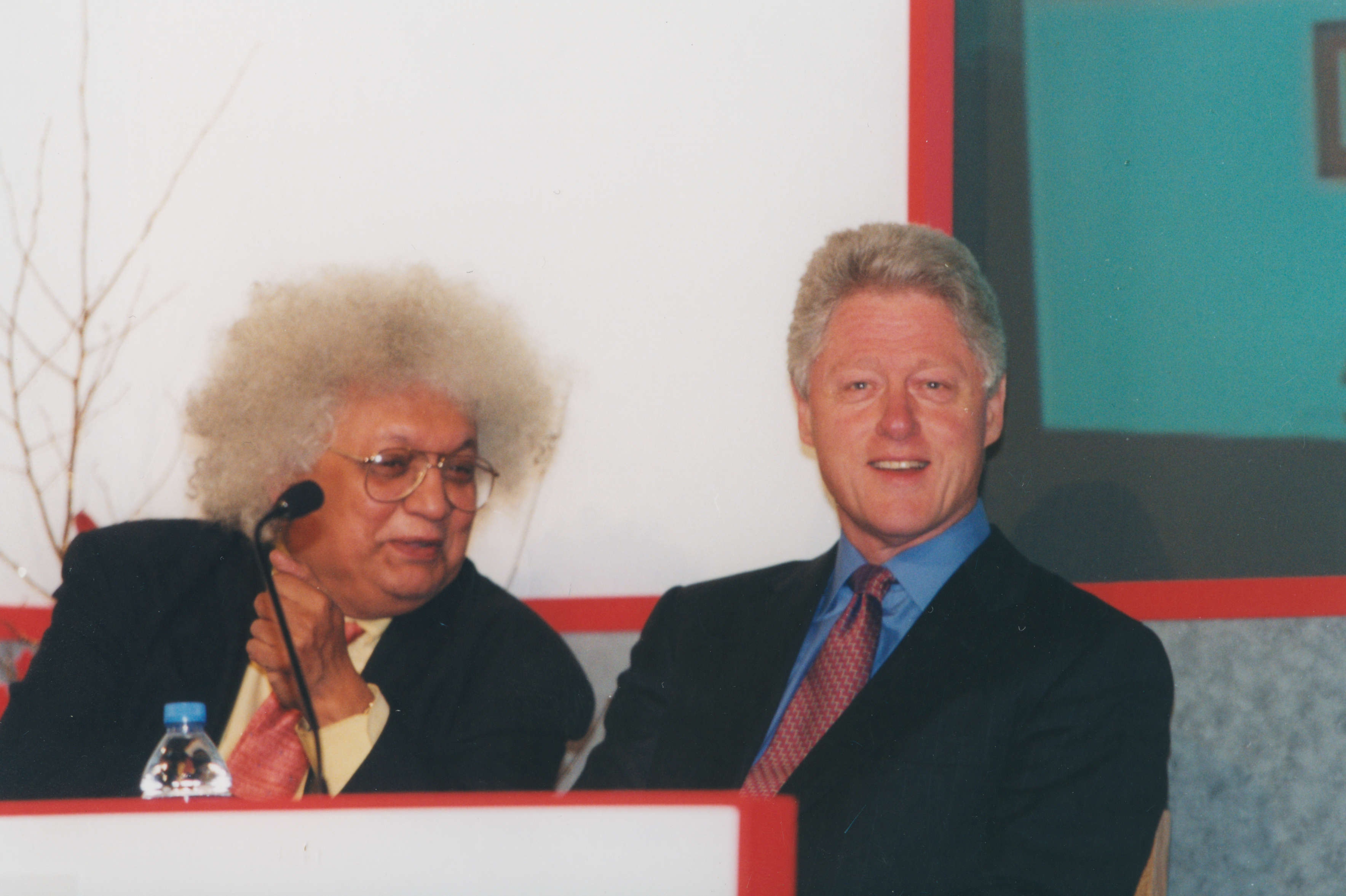
Lord Desai mit dem früheren US-Präsidenten Bill Clinton auf einer Konferenz (13. Dezember 2001)

Durch ein Letters Patent vom 5. Juni 1991 wurde Desai, der zwischen 1991 und 1992 Mitglied des Exekutivkomitees der Fabian Society sowie von 1991 bis 1994 des Rates der Royal Economic Society war, als Life Peer mit dem Titel Baron Desai, of St Clement Danes in the City of Westminster, in den Adelsstand erhoben. Kurz darauf erfolgte seine Einführung (Introduction) als Mitglied des House of Lords.
Während seiner langjährigen Mitgliedschaft im Oberhaus war Lord Desai zwischen 1991 und 1994 Parlamentarischer Geschäftsführer (Whip) der oppositionellen Labour-Fraktion sowie zeitgleich von 1991 bis 1993 Sprecher der Opposition für Gesundheit und zwischen 1992 und 1993 auch für das Schatzamt (Treasury) sowie Wirtschaftsangelegenheiten.
Lord Desai, der von 1995 bis 2003 Mitglied des Exekutivkomitees der britischen Gruppe der Interparlamentarischen Union (IPU) sowie zwischen 1998 und 2002 auch Mitglied des Exekutivkomitees der Marshall Aid Commission war, wurde 1991 Fellow der Royal Society of Arts und erhielt Ehrendoktorwürden der Kingston University (Hon. D.Sc., 1992), der Middlesex University (1993), der University of East London (1994), der London Guildhall University (Hon. D.Phil., 1996) sowie der Monash University (Hon. LL.D., 2005).
2011 kandidierte Lord Desai für das Amt des Lord Speakers, belegte in den ersten drei Wahlgängen mit 78, 79 und 92 Stimmen jedoch jeweils nur den dritten Platz unter den fünf Kandidaten und zog seine weitere Kandidatur für den vierten Wahlgang zurück. Letztlich wurde im fünften Wahlgang mit 296 Stimmen die zu den Crossbenchers gehörende Frances D’Souza, Baroness D’Souza gewählt, die sich damit knapp gegen Anthony Hamilton-Smith, 3. Baron Colwyn von der Conservative Party durchsetzen konnte, der 285 Stimmen erhielt.

## Veröffentlichungen
In seinen zahlreichen Veröffentlichungen befasste sich Lord Desai, der mit der Schriftstellerin und Costa-Book-Award-Gewinnerin Kishwar Desai verheiratet war, nicht nur mit wirtschaftspolitischen Themen wie der Marxistischen Wirtschaftstheorie, sondern auch mit seiner indischen Heimat und Persönlichkeiten wie dem Schauspieler Dilip Kumar. Zu seinen bekanntesten Büchern gehören:
- Marxian Economic Theory (1974)
- Applied Econometrics (1976)
- Marxian Economics (1979)
- Testing Monetarism (1981)
- Cambridge Economic History of India, 2 Bände (Mitherausgeber, 1983)
- Agrarian Power and Agricultural Productivity in South Asia (Mitherausgeber, 1984)
- Lectures on Advanced Econometric Theory (Herausgeber, 1988)
- Lenin's Economic Writings (Herausgeber, 1989)
- Marx's Revenge: The Resurgence of Capitalism and the Death of Statist Socialism (2002)
- Nehru's Hero: Dilip Kumar in the Life of India 1944-1964 (2004)
- Development and Nationhood: Essays in the Political Economy of South Asia (2004)
- Why is India a Democracy (2005)
- The Route of All Evil: The Political Economy of Ezra Pound (2006)
- Rethinking Islamism